# Kiasmos
Kiasmos ist ein Produzenten-Duo aus Island und den Färöern. Ihre Musik bewegt sich im Bereich des Minimal Techno. Das Duo veröffentlicht überwiegend bei dem Label Erased Tapes Records.

## Hintergrund
Ólafur Arnalds und Janus Rasmussen kamen erstmals in Reykjavík zusammen. Die erste EP 65 / Milo erschien 2009 und wurde in Zusammenarbeit mit Rival Consoles veröffentlicht. Ihr erstes Album Kiasmos erschien 2014. Das Duo hat unter anderem im Ritter Butzke, Watergate und Wilde Renate aufgelegt.
Janus Rasmussen bildet seit 2013 zusammen mit der färöischen Sängerin Guðrið Hansdóttir die Band Byrta. Darüber hinaus sind beide auch als Solokünstler aktiv.

## Diskografie (Auswahl)
EPs
- 2009: 65 / Milo (mit Rival Consoles; Erased Tapes Records)
- 2012: Thrown (Erased Tapes Records)
- 2015: Swept (Erased Tapes Records)
- 2017: Blurred (Erased Tapes Records)

Alben
- 2014: Kiasmos (Erased Tapes Records)
- 2024: Kiasmos II (Erased Tapes Records)